# Piypita
La piypita és un mineral de la classe dels sulfats. Rep el seu nom del vulcanòleg rus Borís Ivànovitx Pip (1906–1966). Va ser descrita originàriament amb el nom de caratiïta.

## Característiques
La piypita és un sulfat de fórmula química K₄Cu₄O₂(SO₄)₄·(Na,Cu)Cl. Va ser aprovada com a espècie vàlida per l'Associació Mineralògica Internacional l'any 1982. Cristal·litza en el sistema tetragonal. La seva duresa a l'escala de Mohs és 2,5.
Segons la classificació de Nickel-Strunz, la piypita pertany a «07.BC: sulfats (selenats, etc.), amb anions addicionals, sense H₂O, amb cations de mida mitjana i gran», juntament amb els minerals següents: d'ansita, alunita, amonioalunita, amoniojarosita, argentojarosita, beaverita-(Cu), dorallcharita, huangita, hidroniojarosita, jarosita, natroalunita-2c, natroalunita, natrojarosita, osarizawaïta, plumbojarosita, schlossmacherita, walthierita, beaverita-(Zn), ye'elimita, atlasovita, nabokoïta, clorotionita, euclorina, fedotovita, kamchatkita, klyuchevskita, alumoklyuchevskita, caledonita, wherryita, mammothita, linarita, schmiederita, munakataïta, chenita, krivovichevita i anhidrocaïnita.

## Formació i jaciments
Va ser descoberta a la gran erupció fissural del volcà Tolbàtxik, a l'óblast de Kamtxatka, al Districte Federal de l'Extrem Orient (Rússia). També ha estat descrita a Braubach, a l'estat de Renània-Palatinat (Alemanya), així com al Vesuvi, a la regió de Campània (Itàlia). Són els tres únics indrets en tot el planeta on ha estat descrita aquesta espècie mineral.